# Cézac (Gironda)
Cézac è un comune francese di 2 300 abitanti situato nel dipartimento della Gironda nella regione della Nuova Aquitania.

## Società

### Evoluzione demografica
Abitanti censiti